# Yves Luchaire
Yves Luchaire, né le 8 janvier 1951 à Nancy, est un juriste français et ancien directeur de l'Institut d'études politiques de Lille.

## Biographie

### Jeunesse et études
Yves Luchaire est le fils du juriste et membre du Conseil constitutionnel, François Luchaire. Il poursuit des études de droit, et milite au sein de la Convention des institutions républicaines et devient secrétaire général de l'UNEF en 1971. 

### Parcours professionnel
En 1974, il devient assistant la faculté de droit de Toulon. En octobre 1985, il est nommé professeur à la faculté de droit de l'université de Lille.
En 1990, il cofonde l'Institut d'études politiques de Lille, avec la Première ministre Édith Cresson. Administrateur provisoire, il en est élu premier directeur. Il conserve son poste jusqu'en 1996, date à laquelle il devient professeur à l'IEP d'Aix. Il est remplacé à la tête de l'IEP de Lille par Jean-Louis Thiébault.
En 2008, il est professeur invité à l'université de Pékin, où il donne un cours sur la politique étrangère de la France. L'année suivante, il est professeur invité à la faculté de droit de Tunis. Il y enseigne alors l'expérience française des politiques de développement durable.
En 2010, il est nommé directeur de la formation continue à l'Institut d'études politiques d'Aix-en-Provence.